# Dologösszesség
A dologösszesség (latinul: universitas rerum) több különálló, de egy közös gyakorlati vagy gazdasági cél szolgálatára rendelt dolog összefoglalása, mely a forgalomban mint egység szerepel. 

## Római jog
A dologösszesség fogalmát már a római jog is ismerte, Pomponius szerint: "tria autem genera sunt corporum: (…), tertiu, quod ex distantibus constat, ut corpora plura non soluta, sed uni nomini subiecta veluti populus, legio, grex." (D. 41, 3, 30. pr) - "Háromfajta dolog van: (…), a harmadik, amelyik különálló dolgokból áll úgy, hogy azok nem egyenként, hanem egy név alatt szerepelnek, mint a nép, a hadsereg, a nyáj."

## A dologösszesség mint forgalmi egység
Állhat egyfajtájú dolgokból (például nyáj, könyvtár, bélyeggyűjtemény), de különböző fajtájú dolgokból is (például présház és bor, bolt és árukészlet). A dologösszesség a mindennapi élet kereskedelmi-forgalmi viszonyai között jelentős: egyszerűbb ennek átruházása mint a benne szereplő dolgoké külön-külön (így például a végrendelkezés körében elegendő a dologösszességről mint egészről rendelkezni (étkészlet), nincs szükség a készletet alkotó egyes tárgyak külön felsorolására). Az egyes dolgok önállósága nem szűnik meg, ezek is lehetnek külön tulajdonjog tárgyai. 